# Вальфурва
Вальфу́рва (итал. Valfurva) — коммуна в Италии, в провинции Сондрио области Ломбардия.
Население составляет 2739 человек, плотность населения составляет 13 чел./км². Занимает площадь 215 км². Почтовый индекс — 23030. Телефонный код — 0342.
Покровителями коммуны почитаются святитель Николай и святой Антоний Великий, празднование 17 января.